# Jacek Zieliński (ur. 1961)
Jacek Zieliński (ur. 22 marca 1961 w Tarnobrzegu) – polski piłkarz i trener piłkarski. Od 6 sierpnia 2024 trener Korony Kielce.

## Życiorys

### Kariera zawodnicza
Wychowanek Siarki Tarnobrzeg. W 1979 był kapitanem drużyny juniorów tego klubu, która zdobyła wicemistrzostwo Polski.
W latach 1980–84 piłkarz AZS AWF Warszawa oraz Gwardii Warszawa. Po ukończeniu studiów ponowie reprezentował barwy Siarki w latach 1984–1993. Był kapitanem drużyny, która awansowała w 1989 do drugiej ligi oraz w 1992 do l ligi. Awans do najwyższej klasy rozgrywkowej uzyskał też reprezentując w 1993 barwy Stali Stalowa Wola. W pierwszej lidze polskiej rozegrał 15 spotkań. Po zakończeniu kariery zawodniczej jego oficjalne pożegnanie miało miejsce przed meczem derbowym Siarki Tarnobrzeg i Stali Stalowa Wola 23 kwietnia 1994.

### Kariera trenerska
Jego pierwszym doświadczeniem trenerskim była praca z czwartoligowymi rezerwami Siarki Tarnobrzeg. W 1995 roku objął funkcję trenera Alitu Ożarów, który rok później wprowadził do trzeciej ligi, by wkrótce uzyskać z nim czwarte miejsce na półmetku sezonu 1997–98. Następnie trener Siarki Tarnobrzeg (awans do II ligi w 1999 roku), Korony Kielce, Tłoków Gorzyce oraz GKS-u Bełchatów. Największe sukcesy w tamtym okresie osiągnął jako szkoleniowiec Górnika Łęczna. Awansował z tym klubem do ekstraklasy w 2003. Występy łęcznian w pierwszej lidze pod wodzą Zielińskiego zaowocowały wyróżnieniem dla trenera Roku 2003 tygodnika „Piłka Nożna”.
Po odejściu z Łęcznej został szkoleniowcem Piasta Gliwice. Następnie Jacek Zieliński prowadził w ekstraklasie Odrę Wodzisław Śląski. Jego drużyna w rundzie wiosennej sezonu 2006/2007 zdobyła 28 punktów i wygrała siedem meczów z rzędu. 
Pod koniec czerwca 2007 objął stanowisko trenera Dyskobolii Grodzisk Wielkopolski. W Pucharze UEFA Dyskobolia awansowała wówczas do pierwszej rundy, eliminując MKT-Araz İmişli oraz Toboł Kustanaj. Wiosną 2008 Dyskobolia ukończyła rozgrywki pierwszoligowe na trzeciej pozycji, czym zapewniła sobie start w kolejnej edycji Pucharu UEFA. W półfinale Pucharu Polski grodziszczanie musieli uznać wyższość Wisły Kraków. 17 maja 2008, w finale Pucharu Ekstraklasy, Dyskobolia Zielińskiego pokonała Legię Warszawa 4:1.
W lipcu 2008 Zieliński objął funkcję pierwszego szkoleniowca Polonii Warszawa, po fuzji tego klubu z Dyskobolią Grodzisk Wlkp. Pół roku później wywalczył przy Konwiktorskiej mistrzostwo jesieni polskiej ekstraklasy. 13 marca 2009 został zdymisjonowany ze stanowiska, po porażce 1:3 z ŁKS-em Łódź.
5 czerwca 2009 został trenerem Lecha Poznań. Umowa została podpisana na rok, z opcją przedłużenia o kolejne dwa lata. Pracę przy Bułgarskiej rozpoczął od zdobycia Superpucharu Polski, po wygranej z Wisłą Kraków w rzutach karnych (w regulaminowym czasie gry było 1:1). Premierowy sezon w Poznaniu Zieliński zakończył pierwszym od 17 lat mistrzostwem kraju dla Kolejorza, co stało się faktem 15 maja 2010 – po zwycięstwie nad Zagłębiem Lubin (2:0). Został tym samym czwartym w historii Lecha szkoleniowcem, który świętował zdobycie z tym klubem tytułu mistrzowskiego. Z powodu odpadnięcia z eliminacji do Ligi Mistrzów oraz słabych występów w Ekstraklasie Jacek Zieliński pożegnał się z funkcją trenera Lecha 2 listopada 2010.
22 marca 2011 powrócił na stanowisko pierwszego trenera Polonii Warszawa. Pełnił tę rolę przez rok i pięć dni – do 27 marca 2012. 
5 września 2012 został trenerem Ruchu Chorzów, zastępując w tej funkcji Tomasza Fornalika. 16 września 2013, dzień po przegranym meczu z Jagiellonią Białystok (0:6), podał się do dymisji.
20 kwietnia 2015 Zieliński objął posadę w Cracovii, przejmując zespół po Robercie Podolińskim. Prowadził krakowską drużynę do czerwca 2017 roku, kiedy to w fotelu trenera zastąpił go Michał Probierz.
21 lutego 2018 został zatrudniony przez Bruk-Bet Termalikę Nieciecza. Siedem miesięcy później pożegnał się z posadą szkoleniowca tego klubu. 12 kwietnia 2019 został trenerem Arki Gdynia – pracę w Trójmieście zakończył 8 października tego samego roku.
10 listopada 2021 Zielińskiego ogłoszono następcą Michała Probierza w roli pierwszego trenera Cracovii. 5 kwietnia 2024, po zremisowanym meczu z ŁKS-em Łódź, stracił pracę.
6 sierpnia 2024 roku, po 24 latach przerwy, powrócił do funkcji trenera Korony Kielce.

#### Afera korupcyjna
25 lutego 2011, za udział w aferze korupcyjnej w czasach pracy w Piaście Gliwice, Wydział Dyscypliny PZPN ukarał Zielińskiego karą dwóch lat dyskwalifikacji w zawieszeniu na trzy lata oraz dodatkowo karą finansową w wysokości 30 tys. złotych. Prokuratura we Wrocławiu złożyła w tej sprawie wniosek o warunkowe umorzenie sprawy ze względu na epizodyczny charakter udziału trenera w zdarzeniu.

## Sukcesy trenerskie

### Klubowe
Górnik Łęczna
- awans do Ekstraklasy: 2002/2003

Dyskobolia
- Puchar Ekstraklasy: 2007/2008

Lech Poznań
- Mistrzostwo Polski: 2009/2010
- Superpuchar Polski: 2009

### Indywidualne
- Trener Roku w Plebiscycie Piłki Nożnej (wyróżnienie): 2003

## Życie prywatne
Syn Janusza i Józefy, ma siostrę Iwonę. Żonaty z Marią, z którą ma dwóch synów: Macieja i Tomasza. Deklaruje biegłą znajomość języka rosyjskiego.